# Suazilândia nos Jogos Olímpicos de Verão de 2004
Suazilândia competiu nos Jogos Olímpicos de Verão de 2004, em Atenas, na Grécia.